# 健康保険法施行令
健康保険法施行令（けんこうほけんほうしこうれい、大正15年勅令第243号）は、健康保険法に基づいて定められた勅令（現在は政令として効力を有する。）であり、全国健康保険協会の資金運用、健康保険組合や保険給付、健康保険組合連合会を主に扱う。略称は、健保法施行令（けんぽほうしこうれい）である。1926年（大正15年）6月30日に公布された。

## 構成
- 第1章 全国健康保険協会の資金の運用（第1条）
- 第2章 健康保険組合
  - 第1節 設立（第1条の2 - 第5条）
  - 第2節 管理（第6条 - 第14条）
  - 第3節 財務及び会計（第15条 - 第24条）
  - 第4節 特定健康保険組合の認可（第25条）
  - 第5節 地域型健康保険組合の一般保険料率の認可（第25条の2）
  - 第6節 合併及び分割並びに解散（第26条 - 第31条）
  - 第7節 雑則（第32条・第33条）
- 第3章 育児休業の根拠法令（第33条の2）
- 第4章 保険給付（第33条の3 - 第44条）
- 第5章 費用の負担（第44条の2 - 第56条の2）
- 第6章 健康保険組合連合会（第57条 - 第60条）
- 第7章 雑則（第61条 - 第73条）
- 附則